# Rachid Nadji
Rachid Nadji (sinh ngày 15 tháng 4 năm 1988) là một cầu thủ bóng đá người Algérie thi đấu ở vị trí tiền đạo cho ES Sétif.

## Danh hiệu

### Câu lạc bộ
ES Sétif
- Giải bóng đá hạng nhất quốc gia Algérie (3): 2011–12, 2012–13, 2016-17
- Cúp bóng đá Algérie (1): 2012

USM Alger
- Giải bóng đá hạng nhất quốc gia Algérie (1): 2015-16